# Clare Daly

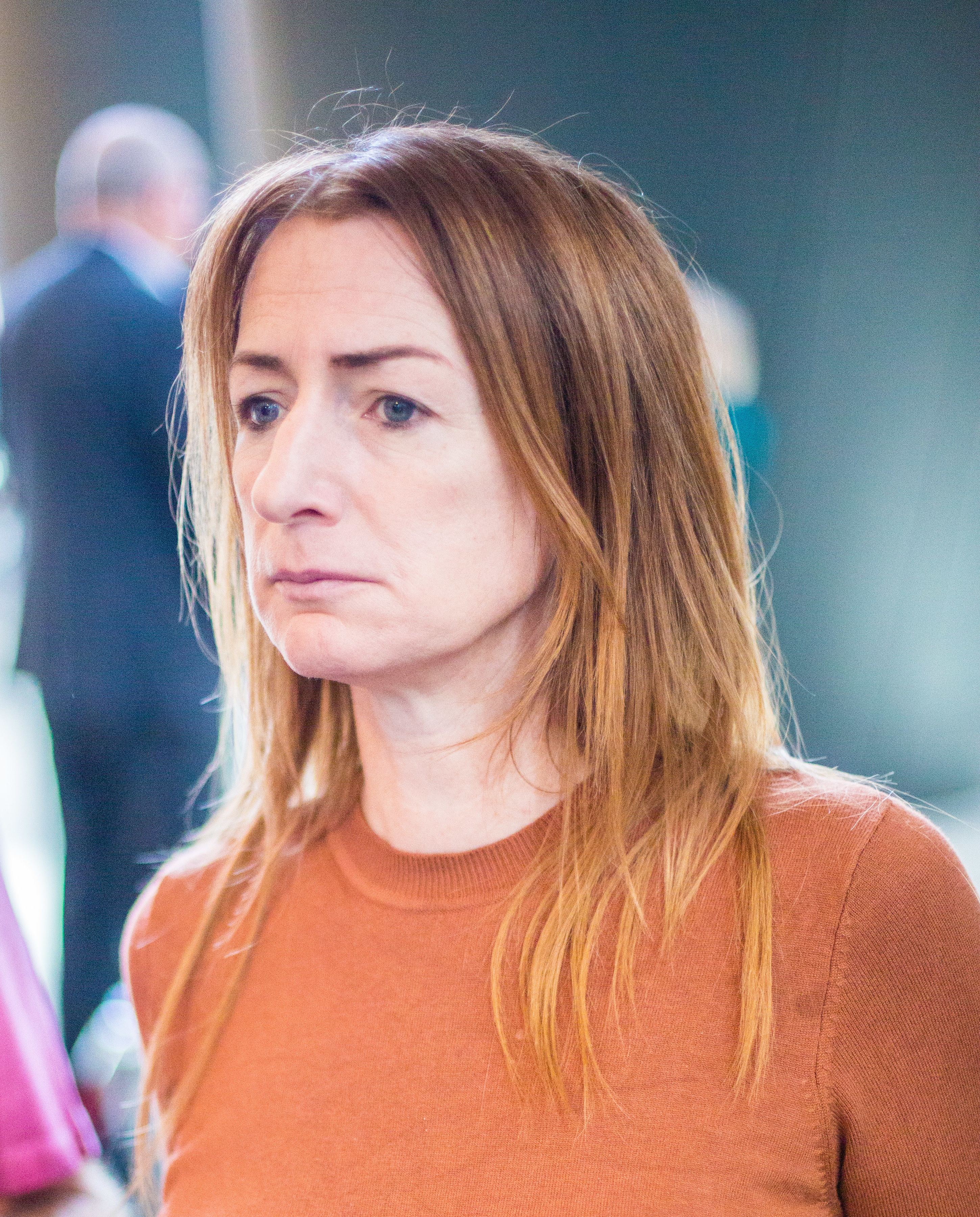
Clare Daly (2019)

Clare Daly (* 16. April 1968 in Newbridge, County Kildare) ist eine irische Politikerin (bis 2012 Socialist Party, 2013–2015 United Left, seit 2016 Independents 4 Change). Von 2011 bis 2019 war Daly Teachta Dála des Dáil Éireann. Seit der Europawahl 2019 war sie Mitglied des Europäischen Parlaments als Teil der Fraktion Die Linke im Europäischen Parlament – GUE/NGL. Bei der Wahl am 7. Juni 2024 verlor sie ihr Mandat wieder.

## Leben

### Jugend, Ausbildung, erstes politisches Engagement
Clare Daly wurde am 16. April 1968 in Newbridge, County Kildare, als Tochter von Kevin Daly, Oberst der irischen Armee, geboren. Nach ihrer Schulausbildung studierte Daly Buchhaltung an der Dublin City University. Bereits während ihres Studiums engagierte sich Daly politisch, unter anderem wurde sie zweimal zur Vorsitzenden des Studierendenverbandes gewählt. Auch war sie in der Studierendenbewegung für eine Legalisierung des Schwangerschaftsabbruchs aktiv.
Nach ihrem Studium begann Daly, im Catering-Bereich der Fluggesellschaft Aer Lingus als Niedriglohnkraft zu arbeiten. In der Zeit engagierte sie sich als SIPTU-Betriebsrätin am Flughafen von Dublin. Daly trat zudem der irischen Labour Party bei und war zeitweise deren Jugendbeauftragte. Sie wurde 1989 zusammen mit Joe Higgins und anderen Unterstützern der sogenannten „Militant tendency“ unter dem Vorwurf, die Partei mit trotzkistischen Tendenzen zu unterlaufen, aus der Labour Party ausgeschlossen. Daraufhin trat sie später der neugegründeten Socialist Party bei.
Zunächst war Daly für die Partei auf kommunaler Ebene aktiv: 1999 gewann sie ein Mandat als Gemeinderätin des County Fingal für Swords. Sie verteidigte ihr Mandat bei den Wahlen 2004 und 2009, jeweils als Stimmenerste.

### Teachta Dalá (Parlamentsabgeordnete) (2011–2019)
Parallel versuchte Daly mehrere Male vergeblich, ein Mandat im Dáil Éireann (Unterhaus des irischen Parlaments) zu erringen: Bei den Parlamentswahlen 1997 kandidierte sie und erhielt dabei 7,2 % sowie 8,2 % bei der Nachwahl im Laufe des Jahres. Bei den Parlamentswahlen 2002 erhielt sie 5501 Stimmen (12,5 %) und verfehlte knapp ein Mandat. Bei den Parlamentswahlen 2007 erhielt sie 9 % der Stimmen. Daly wurde schließlich bei den Parlamentswahlen 2011 zu Dáil Éireann im Wahlkreis Dublin-Nord gewählt, bei der sie 15,2 % der ersten Präferenzwahl erhielt, was für ein Mandat ausreichte.
Ein Jahr später, zum 31. August 2012, trat Daly aus der Socialist Party aus. Die Partei warf ihr vor, stärkeren Wert auf die Zusammenarbeit mit dem parteilosen Teachta Dála Mick Wallace als auf die Position der Partei zu legen. Daraufhin war Daly zunächst parteilos, bis sie im April 2013 mit der Teachta Dála Joan Collins die neue Partei United Left gründeten. Die Partei bestand bis Ende 2015, bis Daly zusammen mit anderen Mitstreitern der Partei Independents 4 Change beitrat.
Bei den Parlamentswahlen 2016 kandidierte sie als Independents 4 Change-Kandidatin im Wahlkreis Dublin Fingal und konnte ihr Mandat verteidigen. Mit ihr gewann Independents 4 Change als Teil des Wahlbündnisses Right2Change drei weitere Mandate.

### Einzug ins Europaparlament (ab 2019)

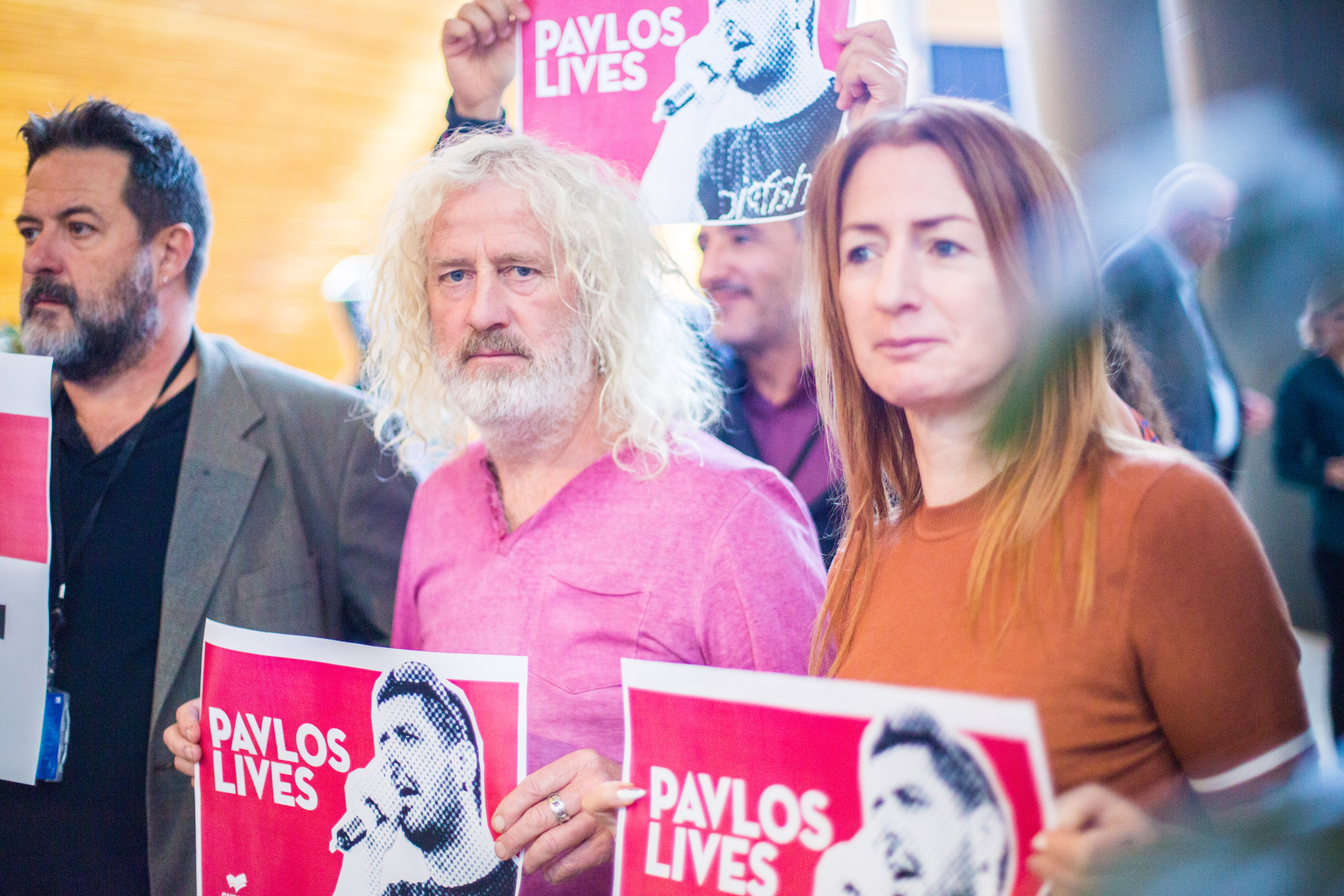
Clare Daly zusammen mit ihrem langjährigen Mitstreiter Mick Wallace im Europäischen Parlament (2019)

Im April 2019 entschied sich Daly, zusammen mit ihrem Mitstreiter Mick Wallace als Unabhängige für die Europawahlen zu kandidieren. Vor allem die zunehmende Bedeutung der Europäischen Union für Irland in Zeiten des Brexits hätten die beiden motiviert.
Bei der Wahl gewann Daly mit 11,6 Prozent der Präferenzwahlstimmen eines der vier Mandate im Europawahlkreis Dublin. Zusammen mit Mick Wallace, der ein Mandat im Europawahlkreis Südirland gewann, traten beide der Konföderalen Fraktion der Vereinten Europäischen Linken/Nordische Grüne Linke bei. Für die Fraktion war Daly Mitglied im Ausschuss für bürgerliche Freiheiten, Justiz und Inneres sowie stellvertretendes Mitglied im Ausschuss für Verkehr und Tourismus.

### Kontroversen

#### Irak: Besuch bei einer Miliz
Daly und Wallace besuchten im April 2021 ein Quartier der „Volksmobilmachung“ oder Al-Haschd asch-Schaʿbī, einer vom Irak zur Bekämpfung des Islamischen Staates gegründeten Dachverbands von zu einem großen Teil vom Iran unterstützten Milizen. Amnesty International berichtet, dass sie im Juni 2016 mindestens 643 Männer und Jungen entführten. Im Jahr 2021 hatten ihre Angehören immer noch keine Informationen über den Verbleib der Vermissten. In einem Videointerview sagte Daly: "Hasched al-Schaabi hält sich an das Völkerrecht, was uns im Grunde genommen auch erklärt wurde. Und doch haben die Vereinigten Staaten und viele europäische Länder - und natürlich die Terroristen - bei vielen Gelegenheiten eklatant gegen das Völkerrecht verstoßen". Der irische Politiker Malcolm Byrne bezeichnete Daly und Wallace daraufhin als „peinlich für Irland“. Die beiden Mitglieder des Europäischen Parlaments hätten „eine schiitische Milize besucht, die homosexuelle Menschen in den Tod gelockt hat.“ Er fügte hinzu: „Es ist gut, einen Konflikt verstehen zu wollen, aber sich vorher nicht gründlich über eine Gruppe zu informieren und zuzulassen, für ihre Propaganda benutzt zu werden, ist töricht.“

#### Ansichten zu Russland
Daly stimmt regelmäßig gegen Resolutionen, die Russland verurteilen. Am 26. Januar 2022 sagte sie: „Es gibt keinen Beweis für eine russische Invasion, sondern eine Grenze, wie sehr sie sich von der Einmischung der Nato herumschubsen lassen an ihren Grenzen.“ Ende Februar begann der russische Überfall auf die Ukraine. Im Mai 2022 stimmte sie gegen die Verurteilung des russischen Angriffskrieges auf die Ukraine. In ihrer schriftlichen Begründung schreibt sie: „Ich unterstützte klar die Teile der Resolution, die Russlands Angriffskrieg verurteilen [... aber] Ich stimmte gegen die Resolution insgesamt, weil sie die Lieferung von militärischer Ausrüstung und Waffen an die Ukraine beschleunigen will“. Am 15. Dezember 2022 stimmte sie gegen die auch unter Historikern wie Per Anders Rudling umstrittene Verurteilung des Holodomor als Völkermord, als eine von 12 Gegenstimmen bei 507 Ja-Stimmen.
Bereits 2021 berichtete die Irish Times über Spannungen in der Europäischen Linken wegen der Ansichten von Daly und Wallace. Daly fragte in einer Rede, warum die Mitglieder des Europaparlaments sich so aufregten über die Verhaftung von Alexei Nawalny, wo er doch ein "bösartiger Anti-Immigranten-Rassist" sei. Er hatte im August 2020 knapp einen Giftanschlag überlebt und kehrte im Januar 2021 nach Moskau zurück, wo er sofort verhaftet wurde. 2021 erhielt er den Sacharow-Preis für geistige Freiheit des Europäischen Parlamentes, was Clare Daly auf X (ehem. Twitter) kritisierte, weil er "eine Randfigur in Russland mit einer langen Geschichte von fremdenfeindlichen Hassreden" sei.